# تورار (تفنتيرت)
تورار هو دُوَّار يقع بجماعة إدا وكازو، إقليم الصويرة، جهة مراكش آسفي في المملكة المغربية. ينتمي الدوّار لمشيخة تفنتيرت التي تضم 9 دواوير. يقدر عدد سكانه بـ 442 نسمة حسب الإحصاء الرسمي للسكان والسكنى لسنة 2004.

## روابط خارجية
- البوابة الوطنية للجماعات الترابية نسخة محفوظة 12 مارس 2018 على موقع واي باك مشين.
- المندوبية السامية للتخطيط